# كارلوس ريجاداس
كارلوس ريجاداس (بالإسبانية: Carlos Reygadas)‏ (و. 1971  م) هو مخرج أفلام، ومنتج أفلام، وكاتب سيناريو، وممثل مكسيكي، ولد في مدينة مكسيكو.

## التعليم
تعلم في Mount St Mary's College ‏.

## وصلات خارجية
- كارلوس ريجاداس على موقع IMDb (الإنجليزية)
- كارلوس ريجاداس على موقع ميتاكريتيك (الإنجليزية)
- كارلوس ريجاداس على موقع روتن توميتوز (الإنجليزية)
- كارلوس ريجاداس على موقع مونزينجر (الألمانية)
- كارلوس ريجاداس على موقع قاعدة بيانات الأفلام العربية
- كارلوس ريجاداس على موقع ألو سيني (الفرنسية)
- كارلوس ريجاداس على موقع أول موفي (الإنجليزية)
- كارلوس ريجاداس على موقع قاعدة بيانات الأفلام السويدية (السويدية)
- كارلوس ريجاداس على موقع قاعدة بيانات الفيلم (الإنجليزية)
- كارلوس ريجاداس على موقع ليتربوكسد (الإنجليزية)